# 蘭宮涼
蘭宮 涼（らみや りょう）は、日本のイラストレーター・漫画家。女性。主にイラスト、漫画、ゲームの原画等を描いている。夫は同じく漫画家のうたたねひろゆき。

## 作品リスト

### 書籍
1. 『アルテミス』 （1990年3月発売、松文館、ISBN 4-7901-0020-0）
2. 『月光宮 Lunarium』 （1992年7月発売、虹の旅出版、ISBN 4-906186-03-3）
3. 『小悪魔秘宝館』 （1993年7月発売、松文館〈別冊エースファイブコミックス〉、ISBN 4-7901-0003-0）
4. 『匂艶大霊界』 （1993年7月発売、松文館〈別冊エースファイブコミックス〉、ISBN 4-7901-0002-2）
5. 『ふわふわコットン気分』 （1993年7月発売、松文館〈別冊エースファイブコミックス〉、ISBN 4-7901-0001-4）
6. 『MILKY MORNING』 （1993年8月発売、茜新社〈アカネコミックス〉、ISBN 4-87182-072-6）
7. 『ももいろ百物語』 （1993年9月発売、松文館〈別冊エースファイブコミックス〉、ISBN 4-7901-0007-3）
8. 『PRETTY AFTERNOON』 （1993年10月発売、茜新社〈アカネコミックス〉、ISBN 4-87182-083-1）
9. 『ハーフムーンにかわるまで』 （1993年10月発売、フランス書院〈Xコミックス〉、ISBN 4-8296-7722-8）
10. 『MISTY TWILIGHT』 （1993年11月発売、茜新社〈アカネコミックス〉、ISBN 4-87182-086-6）
11. 『SILKY MIDNIGHT』 （1993年12月発売、茜新社〈アカネコミックス〉、ISBN 4-87182-090-4）
12. 『月光宮』 （1994年9月発売、虹の旅出版、ISBN 4-931343-00-7）
13. 『ルナジェニック・ドール』 （1995年3月発売、フランス書院〈Ｘコミックス〉、ISBN 4-8296-7742-2）
14. 『誕生 〜Debut〜』 （1996年9月25日初版発行、メディアワークス〈電撃コミックスEX〉、ISBN 4-0730-5159-8） ※コミカライズ
15. 『プライベート・ピーチ』 （1998年7月発売、フランス書院〈フランス書院コミック文庫〉、ISBN 4-8296-7377-X）
16. 『メロン・スキャンダル』 （1998年9月発売、フランス書院〈フランス書院コミック文庫〉、ISBN 4-8296-7379-6）
17. 『スパークリング・チェリー』 （1998年11月発売、フランス書院〈フランス書院コミック文庫〉、ISBN 4-8296-7381-8）
18. 『月煌少女（ルミナスガールズ）』 （2000年1月発売、フランス書院、ISBN 4-8296-8201-9）
19. 『忍法乱れからくり！』 （2002年4月発売、フランス書院〈Zコミックス〉、ISBN 4-8296-7403-2）
20. 『十六夜乙女』 （2015年6月27日発売[1]、茜新社〈TENMA COMICS〉、ISBN 978-4-86349-510-4）

### イラスト・挿絵
- カセットドラマ『ぷよぷよ の～てんSPECIAL』ジャケットイラスト （1995年、ムービック）
- 『月刊コミック電撃大王』にて6年間のポスター連載

### 原画提供
- 『ハーフムーンにかわるまで 〜蘭宮涼の虹色玉手箱〜』 （1994年、カクテル・ソフト）[2]
- 『ガーディアンリコール 〜守護獣召喚〜』 （1996年、アグミックス）
- 『鍵姫物語 永久アリス輪舞曲』 （キャラクターデザイン：高塔地チサ）